# Городищенська волость (Черкаський повіт)
Городищенська волость — історична адміністративно-територіальна одиниця Черкаського повіту Київської губернії з центром у містечку Городище.
Станом на 1886 рік — складалася з 4 поселень, єдиної сільської громади. Населення — 9566 осіб (4668 чоловічої статі та 4898 — жіночої), 838 дворових господарств.
|                     | Площа, десятин | У тому числі орної, десятин |
| ------------------- | -------------- | --------------------------- |
| Сільських громад    | 5257           | 4054                        |
| Приватної власності | 6115           | 1999                        |
| Іншої власності     | 141            | 86                          |
| Загалом             | 11513          | 6139                        |

Основне поселення волості:
- Городище — колишнє власницьке містечко при річці Вільшанка за 62 версти від повітового міста, 7207 осіб, 835 дворів, 3 православні церкви, православна каплиця, католицька каплиця, 4 єврейських молитовних будинки, школа, 2 лікарні, 6 постоялих дворів, 4 ренськових погреби, 13 постоялих будинків, 54 лавки, завод штучної мінеральної води, пивоварний завод. За ½ версти — пивоварний завод. За 3 версти — винокурний завод із постоялим будинком та паровим млином. За 3 версти — бурякоцукровий завод із механічним і газовим заводом. За 3 версти — паровий цегельний завод. За 3 версти — залізнична станція Воронцівська.

Старшинами волості були:
- 1909 року — Герасим Євстахійович Співак[2];
- 1910—1915 роках — Василь Павлович Мілаш[3],[4],[5],[6].